# Wässriger Mürbling
Der Wässrige Mürbling oder Wässrige Faserling (Psathyrella piluliformis, Syn. P. hydrophila) ist eine Pilzart aus der Familie der Mürblingsverwandten (Psathyrellaceae). Aufgrund des Saums aus weißen Velumresten auf den Hüten junger Fruchtkörper wird er bisweilen auch Wässriger Saumpilz genannt, obwohl er nicht zur Gattung der Saumpilze (Lacrymaria) zählt. Wegen seiner Ähnlichkeit zum Gemeinen Stockschwämmchen wird er auch bar jeder Verwandtschaft als Weißstieliges Stockschwämmchen bezeichnet.

## Merkmale

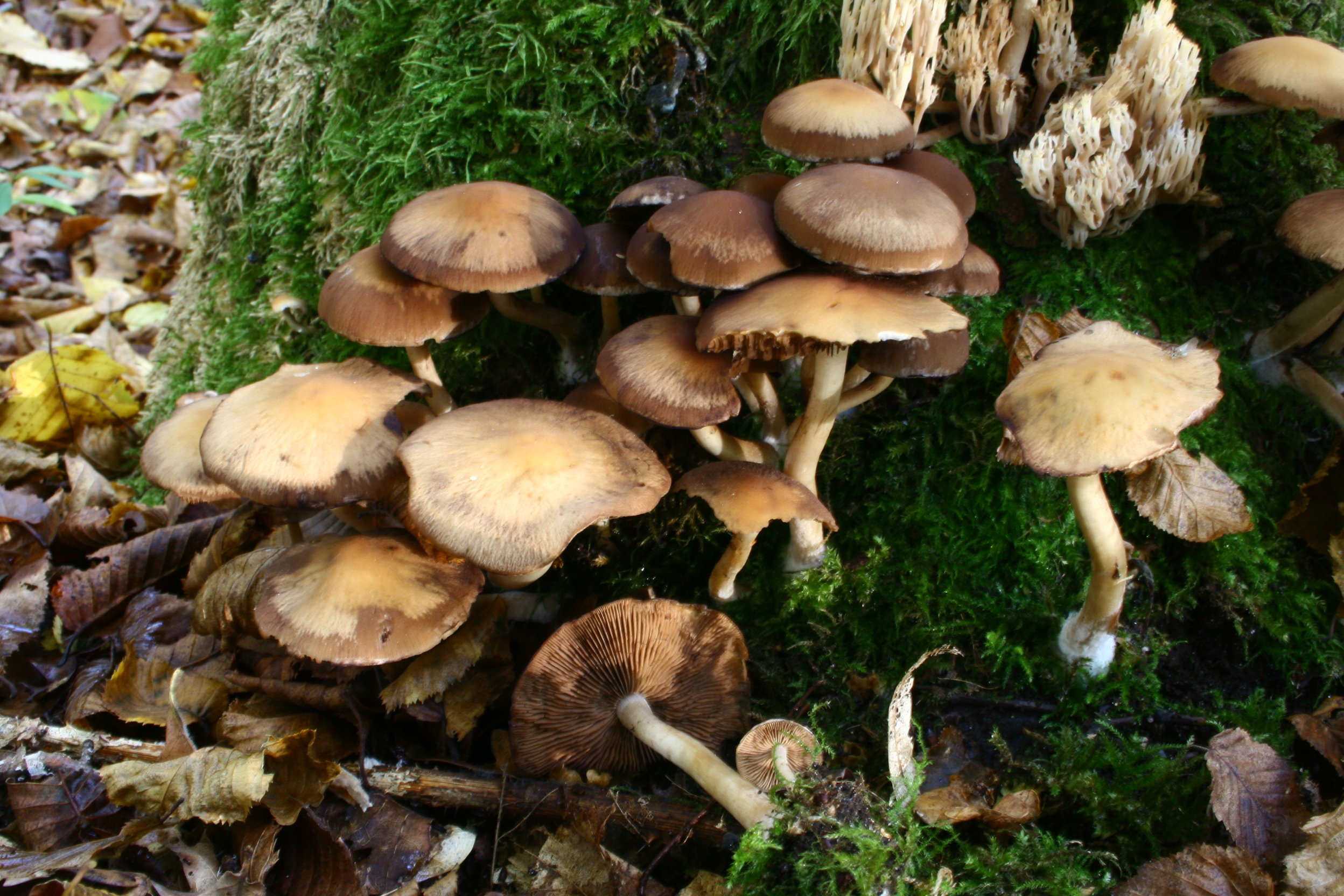
Ältere Exemplare des Wässrigen Mürblings am Grund eines Stammes

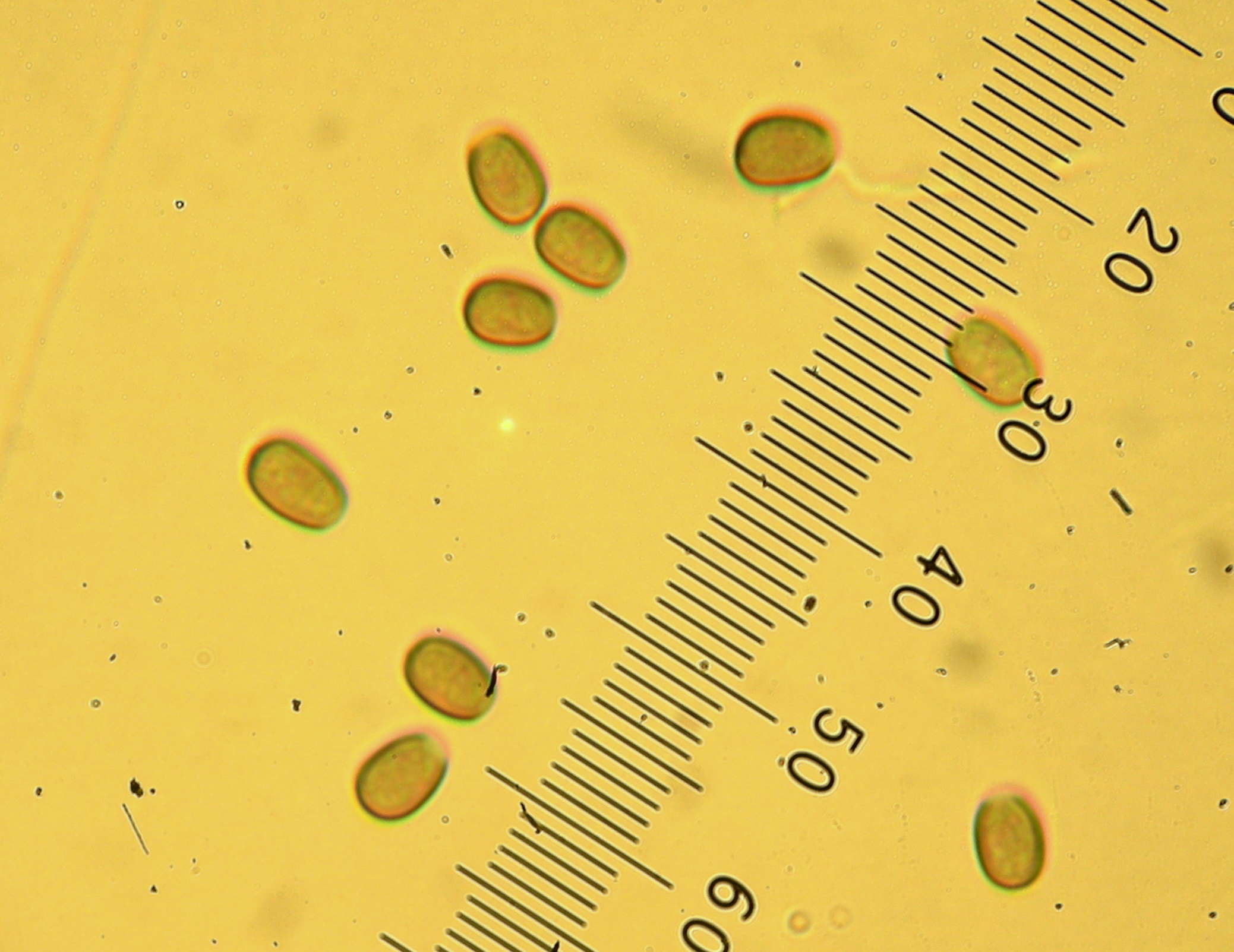
Sporen des Wässrigen Mürblings im Lichtmikroskop

### Makroskopische Merkmale
Der Hut durchmisst 2–6 cm, ist am Rand gerieft und mit Resten einer feinen, faserigen Teilhülle (Velum partiale) behangen. Die Form ist jung halbkugelig über glockenförmig später gewölbt, oft gerunzelt und mitunter stumpf gebuckelt. Die Oberfläche ist matt und ändert bei Feuchtigkeit ihr Aussehen (Hygrophanität): Trocken ist sie gelb- bis ockerbraun, feucht dunkel rotbraun. Auch das Fleisch ändert die Farbe zwischen trocken hellbräunlich/beige und feucht graubräunlich. Am dunklen Hutrand befindet sich ein blass fädiger, flüchtiger Schleier. Die Lamellen sind jung weißlich bis blass bräunlich und verfärben sich durch die reifenden Sporen allmählich dunkler zu Schokoladenbraun. Sie stehen dicht und sind breit am Stiel angewachsen. Der weiße, längsfaserige Stiel ist 4–8(–10) Zentimeter lang, 3–7 mm dünn, zylindrisch geformt, oft verbogen, ohne Ring, hohl und bricht leicht. Seine Oberfläche ist (schmutzig) weißlich und zur Basis hin braun gefärbt, etwas marmoriert und seidig und zur Spitze hin gerieft. Er riecht schwach pilzartig und schmeckt mild oder manchmal bitter.

### Mikroskopische Merkmale
Die umbrabraunen und glattwandigen Sporen wachsen zu viert an jeder Basidie. Sie messen 4,5–6,5 × 3–4 Mikrometer, sind elliptisch geformt und haben einen unauffälligem Keimporus. Es sind Schnallenverbindungen, 22–40 × 8–14 Mikrometer große Cheilo-Zystiden und reichlich (30–)36–48(–56) × 9–16(–20) Mikrometer große Pleuro-Zystiden in der Trama vorhanden.

## Artabgrenzung
Für Verwechslungen kommen potenziell mehrere auf Totholz lebende Arten mit gelben bis braunen Hüten in Frage. Die Unterscheidung verwandter Arten gilt auch unter Einbeziehung mikroskopischer Merkmale als schwierig.
Für Pilzesser stellt der giftige Grünblättrige Schwefelkopf eine besonders gefährliche Verwechslungsmöglichkeit dar.
Der Schokoladenbraune Faserling (Psathyrella spadicea) ist besonders schwer zu unterscheiden, wird aber meistens doppelt so groß und kräftiger (stärkerer Stiel), hat kein Velum, größere, blassere Sporen und kristalltragende (metuloide) Zystide und wächst bevorzugt in kranken Nadel- und Laubbäumen.
Der Büschelige Faserling (Psathyrella multipedata) fruktifiziert auf dem Boden und in oft sehr großen Büscheln oder mehreren zusammenstehenden Büscheln und hat eine kegeligere Hutform und deutlich kleinere (1 bis 2 gegenüber 2 bis 6 Zentimeter Durchmesser) Hüte.
Das Gemeine Stockschwämmchen (Kuehneromyces mutabilis) hat im Unterschied einen braunschuppigen Stiel mit Ring.
Der Behangene Faserling (Psathyrella candolleana) ist heller gefärbt und fruchtet nicht nur im Herbst.

## Ökologie und Phänologie

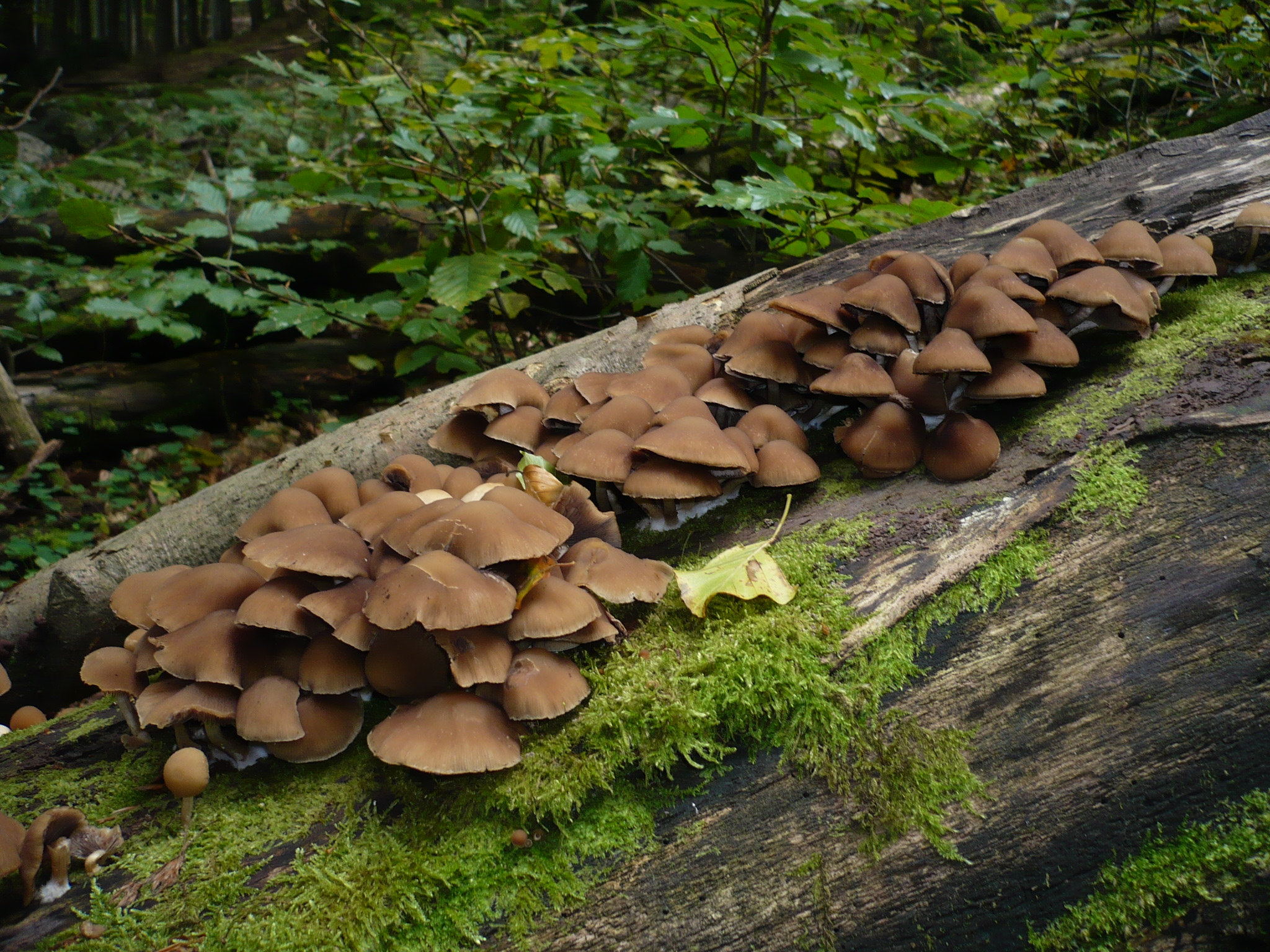
Der Wässrige Mürbling wächst hier büschelig auf einem toten, entrindeten und teils bemoosten Buchenstamm.

Der Wässrige Mürbling wächst als Saprobiont an morschem, totem Laubholz (gerne Rotbuche oder Eiche), selten auch an Nadelholz. Er fruktifiziert von August bis November büschelig an Baumstümpfen. Extrem selten wurden seine Fruchtkörper auch schon auf dem Boden oder an der Basis kranker Bäume angetroffen.

## Verbreitung
Er kommt in Europa und Nordamerika (wahrscheinlich weltweit) vor und lebt in tieferen Lagen (deutlich seltener im Bergland, fehlend im Gebirge) und ist nicht häufig, aber zumindest in Deutschland auch nirgendwo gefährdet und ist anpassungsfähig. Der Wässrige Mürbling ist in Deutschland allgemein häufig. Bei Pilzkartierung 2000 sind 158 Funde in den letzten 10 Jahren verzeichnet. Das darauf hindeutet das die Art häufig anzutreffen ist. Der nördlichste Fund liegt im Wohldorfer Wald (HH). Der südlichste Fund wurde im Buchenberger Wald (Bayern) kartiert. Das Bundesland mit den meisten Fundmeldungen ist Bayern mit insgesamt 24 Fundmeldungen.

## Systematik und Taxonomie
Die offizielle Erstbeschreibung geht auf Jean Baptiste François Bulliard zurück, der die Art im Jahr 1783 in seinem „Herbier de la France“ oder „Collection complète des plantes indigènes de ce royaume“ beschrieb.

## Bedeutung
Er gilt als bedingt essbar oder ungenießbar und ist fade und nicht für jeden verträglich. Er soll blutzuckersenkend wirken.